# Oberwörnitz
Oberwörnitz ist ein Gemeindeteil der Gemeinde Wörnitz im Landkreis Ansbach (Mittelfranken, Bayern). Oberwörnitz liegt in der Gemarkung Wörnitz.

## Geografie
Das Dorf liegt an der Wörnitz und am Seewiesengraben, einem rechten Zufluss der Wörnitz. 0,5 km nördlich des Ortes liegt das Rosenfeld, im Süden grenzt ein Gewerbegebiet an. Die Kreisstraße AN 5 führt nach Wörnitz zur Staatsstraße 2419 (0,5 km südlich) bzw. zur Staatsstraße 2246 (0,8 km nördlich). Eine Gemeindeverbindungsstraße führt nach Riedenberg (0,5 km nordöstlich).

## Geschichte
Der Ort wurde 1352 als „Obern Werntz“ erstmals urkundlich erwähnt. Der Ortsname leitet sich vom gleichnamigen, die Gemeinde durchfließenden Fluss Wörnitz ab.
1804 gab es in dem Ort neun Haushalte.
Mit dem Gemeindeedikt (frühes 19. Jahrhundert) wurde Oberwörnitz dem Steuerdistrikt und der Ruralgemeinde Wörnitz zugewiesen.

### Ehemaliges Baudenkmal
- Haus Nr. 1: Fachwerkwohnstallhaus von 1735. Im Giebelgeschoss K-Streben und profilierte Knaggen. Rundbogige, gezimmerte Haustüre, bezeichnet „H 17 Z 35 HR“. Aufgedoppelter Flügel. Gefährdeter Bauzustand.[8]

### Einwohnerentwicklung
| Jahr      | 001818 | 001840 | 001861 | 001871 | 001885 | 001900 | 001925 | 001950 | 001961 | 001970 | 001987 |
| Einwohner | 69     | 63     | 61     | 56     | 57     | 43     | 43     | 48     | 46     | 54     | 126    |
| Häuser    | 11     | 11     |        |        | 11     | 11     | 10     | 9      | 10     |        | 38     |
| Quelle    | [ 10 ] | [ 11 ] | [ 12 ] | [ 13 ] | [ 14 ] | [ 15 ] | [ 16 ] | [ 17 ] | [ 18 ] | [ 19 ] | [ 1 ]  |

## Religion
Der Ort ist seit der Reformation evangelisch-lutherisch geprägt und bis heute nach St. Martin (Wörnitz) gepfarrt. Die Einwohner römisch-katholischer Konfession sind nach Kreuzerhöhung (Schillingsfürst) gepfarrt.